# Ameropterus integer
Ameropterus integer är en insektsart som först beskrevs av Robert McLachlan 1871.
Ameropterus integer ingår i släktet Ameropterus och familjen fjärilsländor. Inga underarter finns listade i Catalogue of Life.